# Indiga
Indiga (russisk: Индига, tr. Indiga) er en flod i Nenetskij autonome okrug i Arkhangelsk oblast i Rusland. Flodens kilde er ved moseområderne ved Timanhøjderne mens udmundingen er i Indigskajabugten i Barentshavet. 
Floden er 193 kilometer lang og har et afvandingsareal på 3.790 km². Indigas største biflod er Belaja. Indiga løber gennem Malozemelskaja Tundra, og i den øvre del af floden findes der flere strøg, mens den nedre del svinger sig sagte over et vådmarksområde med mange indsøer. 
Indiga fryser sædvanligvis til sent i oktober og er islagt til maj. Floden fungerer dårlig til skibsfart og ved høj vandføring kan kun de nederste 25 kilometer af floden benyttes til dette formål.
67°41′30″N 48°43′47″Ø / 67.6917°N 48.7297°Ø